# Dark Matter (filme)
Dark Matter (bra: Fúria pela Honra; prt: Matéria Negra) é um filme de drama biográfico estadunidense de 2007, dirigido por Chen Shi-zheng e estrelado por Liu Ye, Aindan Quinn e Meryl Streep.
Venceu o prêmio Alfred P. Sloan no Festival de Cinema de Sundance. O roteiro é baseado na história real de Gang Lu, um ex-aluno de pós-graduação que matou quatro membros do corpo docente e um estudante da Universidade de Iowa. No entanto, a história tem diferenças substanciais na motivação da trama e do personagem.

## Sinopse
Liu Xing (Liu Ye) é um estudante chinês humilde, mas brilhante, que chega à Valley State University e faz uma difícil transição para a vida americana com a ajuda de Joanna Silver (Meryl Streep). Silver é uma rica benfeitora da universidade que tem um grande fascínio pela cultura chinesa e gosta de Liu Xing. Xing se junta a um grupo de cosmologia selecionado sob a direção de seu herói, o famoso cosmólogo Professor Jacob Reiser (Aidan Quinn). O grupo está trabalhando para criar um modelo das origens do universo, baseado na teoria de Reiser. O enorme talento de Xing leva-o rapidamente a tornar-se o protegido de Reiser, e parece que apenas o trabalho duro se coloca entre ele e um futuro brilhante na ciência.
Xing é obcecado com o estudo da matéria escura, uma substância invisível que ele acredita moldar o universo, e uma teoria que entra em conflito com o modelo Reiser. Ele faz descobertas científicas próprias que melhoram o modelo Reiser e sem a aprovação do professor Reiser, Liu Xing propõe pesquisar matéria escura para sua tese de doutorado. Reiser explica para Xing que esse tipo de pesquisa é muito complicado e sugere que ele escolha um tópico de dissertação mais simples.
Recusando-se a trabalhar com Xing, Reiser encontra um novo protegido em Feng Gang (Lloyd Suh), outro estudante chinês que era rival de Xing na escola de graduação em Pequim. O professor Reiser aprova a proposta de dissertação de Feng ao adotar o modelo Reiser. As habilidades de inglês de Feng são muito superiores aos de seus colegas chineses, e ele se recusa a falar em mandarim com eles. Feng muda seu nome para Laurence para que os americanos fiquem mais confortáveis pronunciando seu nome. Sua esposa muda o nome dela para Cindy. Mais tarde, Laurence e Cindy batizam seu filho em uma igreja local.
Sem a permissão do professor Reiser, Xing publica um artigo defendendo sua teoria em um periódico de astronomia. Reiser fica enfurecido com isso e se recusa a aceitar a tese de doutorado de Xing.
Em uma festa de formatura para os estudantes chineses, é anunciado que Laurence Feng ganhou o prêmio de dissertação de ciências da universidade naquele ano. Joanna Silver pede ao professor Reiser que faça algo para ajudar Liu Xing. Reiser informa que ele escreveu uma recomendação "muito boa" para ele.
Xing não se forma e vê o seu sonho de ganhar o Prêmio Nobel de Física destroçado. Ele continua vendendo produtos cosméticos para tentar ganhar dinheiro. Seu colega de quarto se oferece para ajudá-lo a encontrar um emprego na China, mas Xing se recusa. Alguns meses se passam e Xing envia todo o seu dinheiro para seus pais na China.
Não mais capaz de lidar com a indignação, Xing retorna ao campus. Ele entra em um auditório onde Laurence Feng está fazendo uma apresentação de sua tese para o departamento de cosmologia. Enfurecido e frustrado, Xing puxa um revólver do casaco e começa a atirar em Laurence é o primeiro a cair com um tiro em sua face. Xing então se vira para Reiser e dispara nele. Enquanto o público, em pânico e desesperado, corre em direção à porta, Xing consegue atirar no traseiro do professor Colby. Xing atira no terceiro membro de sua comissão enquanto ele está rastejando no chão. Após o tiroteio, Cindy Feng tenta falar com Xing enquanto ele sai. Logo em seguida, Xing vai para o escritório de Reiser e comete suicídio com um tiro em sua cabeça.

## Elenco
- Liu Ye: Liu Xing
- Meryl Streep: Joanna Silver
- Aidan Quinn: Professor Jacob Reiser
- Erick Avari: Professor R.K. Gazda
- Blair Brown: Hildy
- Rob Campbell: Gary Small
- Joe Grifasi: Professor Colby

## Lançamento
O lançamento do filme nos Estados Unidos estava originalmente previsto para abril de 2007, porém, foi adiado para um ano depois, porque o enredo do filme de um estudante asiático envolvido em um tiroteio em massa em um campus universitário nos EUA se assemelhou ao massacre de Virginia Tech. O filme só foi lançado em DVD nos Estados Unidos em 11 de Abril de 2008.

## Recepção
O filme recebeu críticas mistas. Em 11 de abril de 2008, o site Rotten Tomatoes relatou que 32% das críticas foram positivas, com base em 19 críticos. Segundo o site Metacritic, o filme teve uma pontuação média de 49 dos 100, com base em 7 avaliações.